# براندون نولان
براندون نولان هو لاعب هوكي الجليد كندي، ولد في 18 يوليو 1983 في سانت كاثرينز في كندا.

## وصلات خارجية
- براندون نولان على موقع دوري الهوكي الوطني (الإنجليزية)
- براندون نولان على موقع EliteProspects.com (الإنجليزية)
- براندون نولان على موقع HockeyDB.com (الإنجليزية)
- براندون نولان على موقع Hockey-Reference.com (الإنجليزية)